# Latschüelfurgga
Die Latschüelfurgga ⓘ (vom rätoromanischen latsch für Schlinge) ist ein 2409 m ü. M. hoher Gebirgspass im Kanton Graubünden in der Schweiz und verbindet Davos mit Langwies/Arosa im Schanfigg. Touristisch ist die Latschüelfurgga bei Mountainbikern und Wanderern sehr beliebt. Sie ist der bequemste Übergang vom Strelapass nach Arosa. Sie ist ausserdem Teil des Schanfigger Höhenwegs.

## Lage und Umgebung

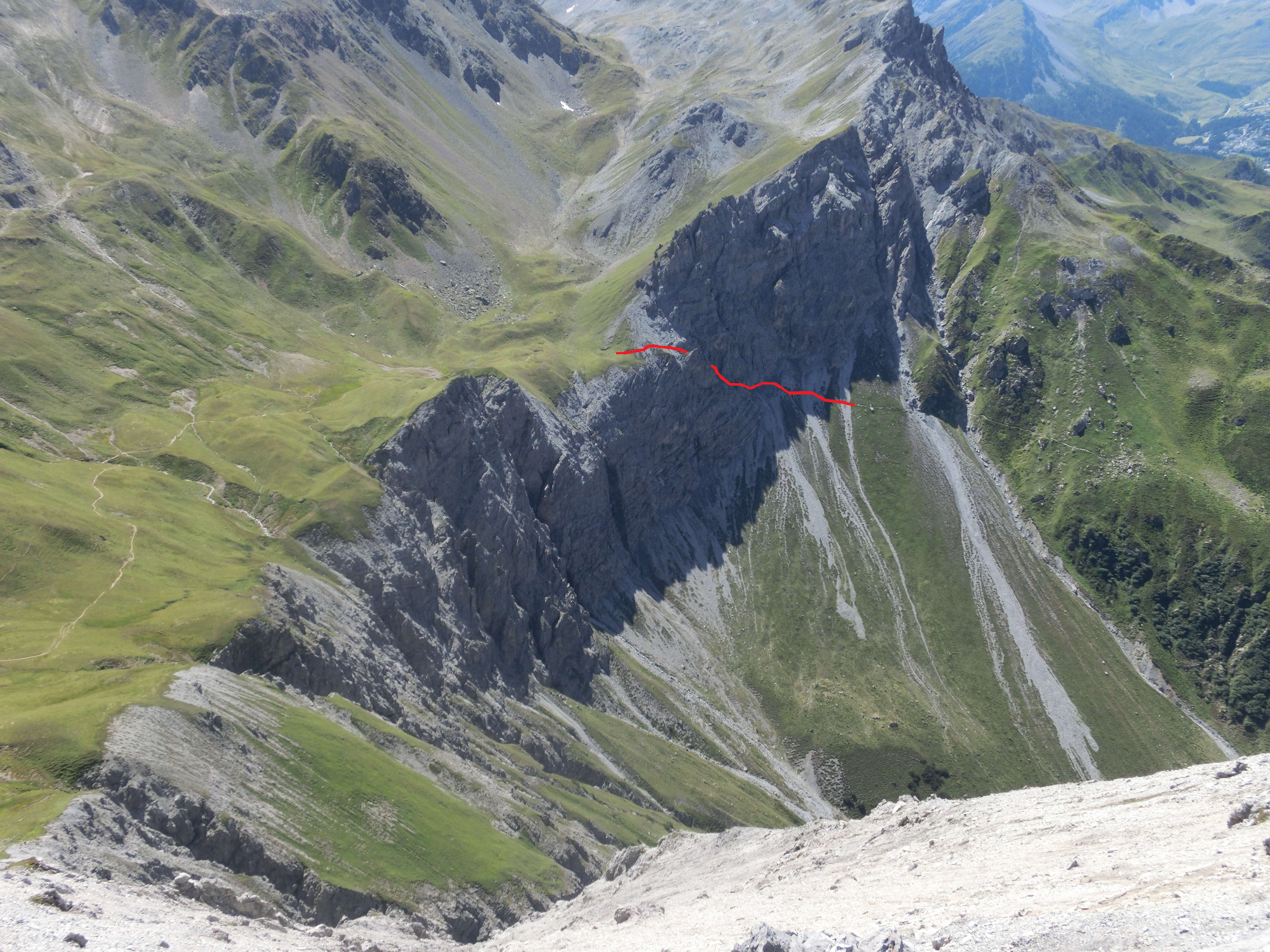
Tritt aufgenommen von der Chüpfenflue. Der Verlauf des Bergweges von Langwies/Arosa zur Latschüelfurgga durch die Felsen ist rot markiert.

Die Latschüelfurgga gehört zur Strelakette, einem Gebirgszug der Plessuralpen. Sie befindet sich zwischen der Chüpfenflue im Norden und dem Wannengrat im Süden und verbindet die zwei Mulden von Vorder Latschüel im Osten und Hinter Latschüel im Westen. Nördlich von Hinter Latschüel befindet sich auf 2326 m der Tritt, eine 200 m hohe Steilstufe zwischen der Chüpfenflue und der Mederger Flue. Der Bergweg von Langwies/Arosa zur Latschüelfurgga verläuft mitten durch den Tritt. Über den Tritt verläuft die Gemeindegrenze zwischen Davos und Arosa. Die Passhöhe der Latschüelfurgga befindet sich auf Davoser Gemeindegebiet. Häufige Ausgangspunkte zur Latschüelfurgga sind die Schatzalp, Medergen und Sapün.

## Versuchsfeld SLF

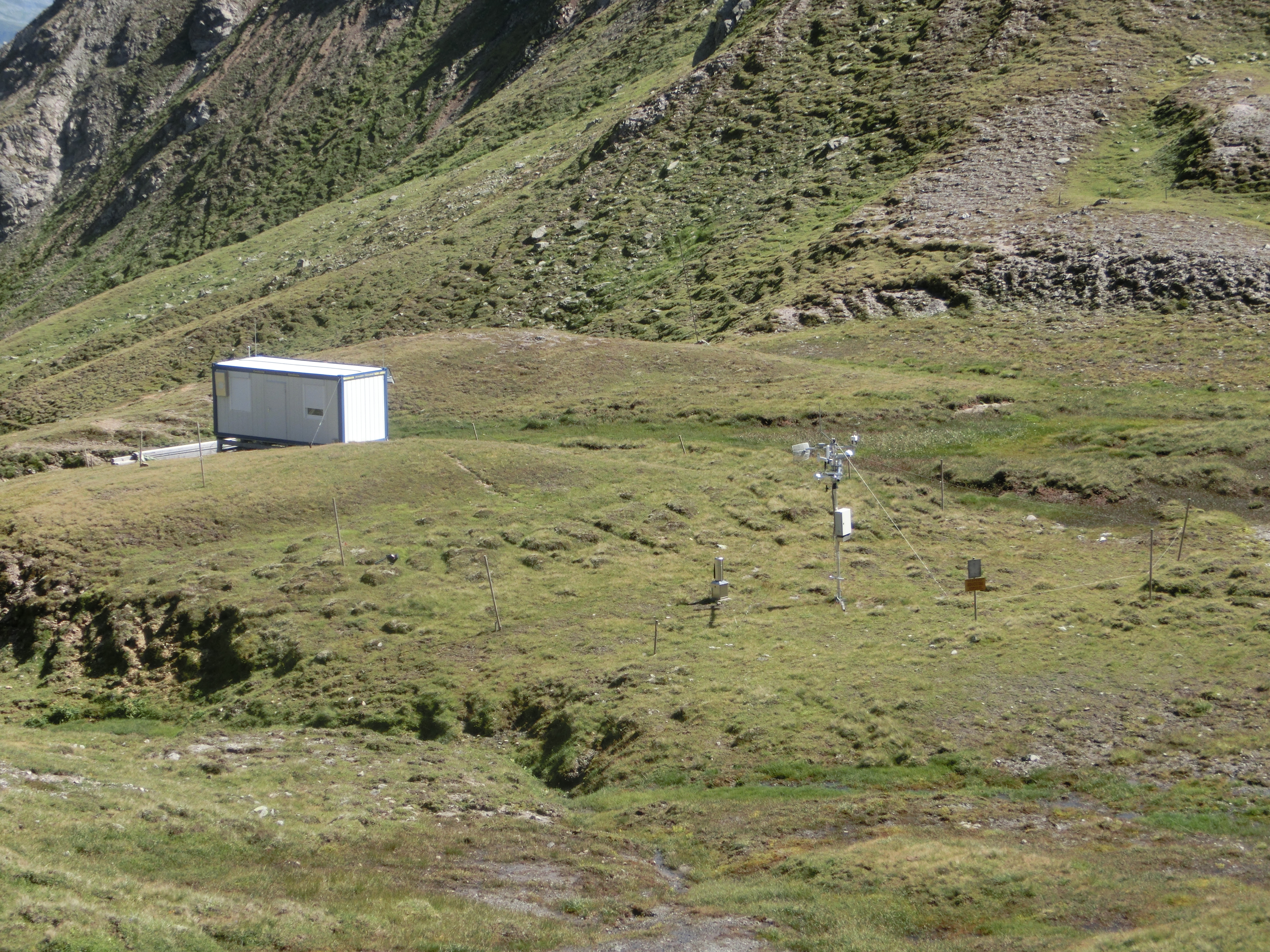
Gerätschaften des WSL-Instituts für Schnee- und Lawinenforschung SLF auf der Latschüelfurgga.

Das Gebiet Steintälli, Vorder Latschüel, Latschüelfurgga, Hinter Latschüel und Chörbsch Horn dient seit 2006 dem WSL-Institut für Schnee- und Lawinenforschung SLF als Versuchsfeld zur Erforschung von Wind und Schneeverfrachtung sowie zur Beantwortung verschiedener Fragestellungen der alpinen Umwelt- und Naturgefahrenforschung.
Zuoberst auf der Passhöhe befindet sich ein abgesperrtes Feld, wo untersucht wird, wie die Vegetation den Prozess der Winderosion beeinflusst. Mit farbigem Quarzsand werden Unterschiede bei Erosion, Transport und Ablagerung von vegetationsbedecktem und – freiem Gelände optisch sicht- und messbar gemacht. Ausserdem werden Temperatur, Feuchtigkeit, Niederschlag, Strahlung, Windgeschwindigkeit und Windrichtung gemessen. Die Kombination der Feldversuche an der Latschüelfurgga und Messungen im Windkanal trägt zu einem besseren Verständnis der Zusammenhänge zwischen Boden, Vegetation, Wind und Schnee im Rahmen der Klimaentwicklung bei.
Das übrige Versuchsgebiet wurde mit insgesamt sieben automatischen Messstationen ausgerüstet, um das Windfeld sowie die Temperatur- und Strahlungsverhältnisse in komplexem alpinen Gelände detailliert zu erfassen. Die Stationen dienen dazu, die Lawinenbildung besser zu verstehen, so dass letztlich präzisere Lawinenprognosen möglich werden. Neben den automatisch erhobenen Daten werden auch intensive Messkampagnen durchgeführt, um die Schneedeckeneigenschaften und deren räumliche Variation zu bestimmen.

## Zugänge

### Sommerrouten

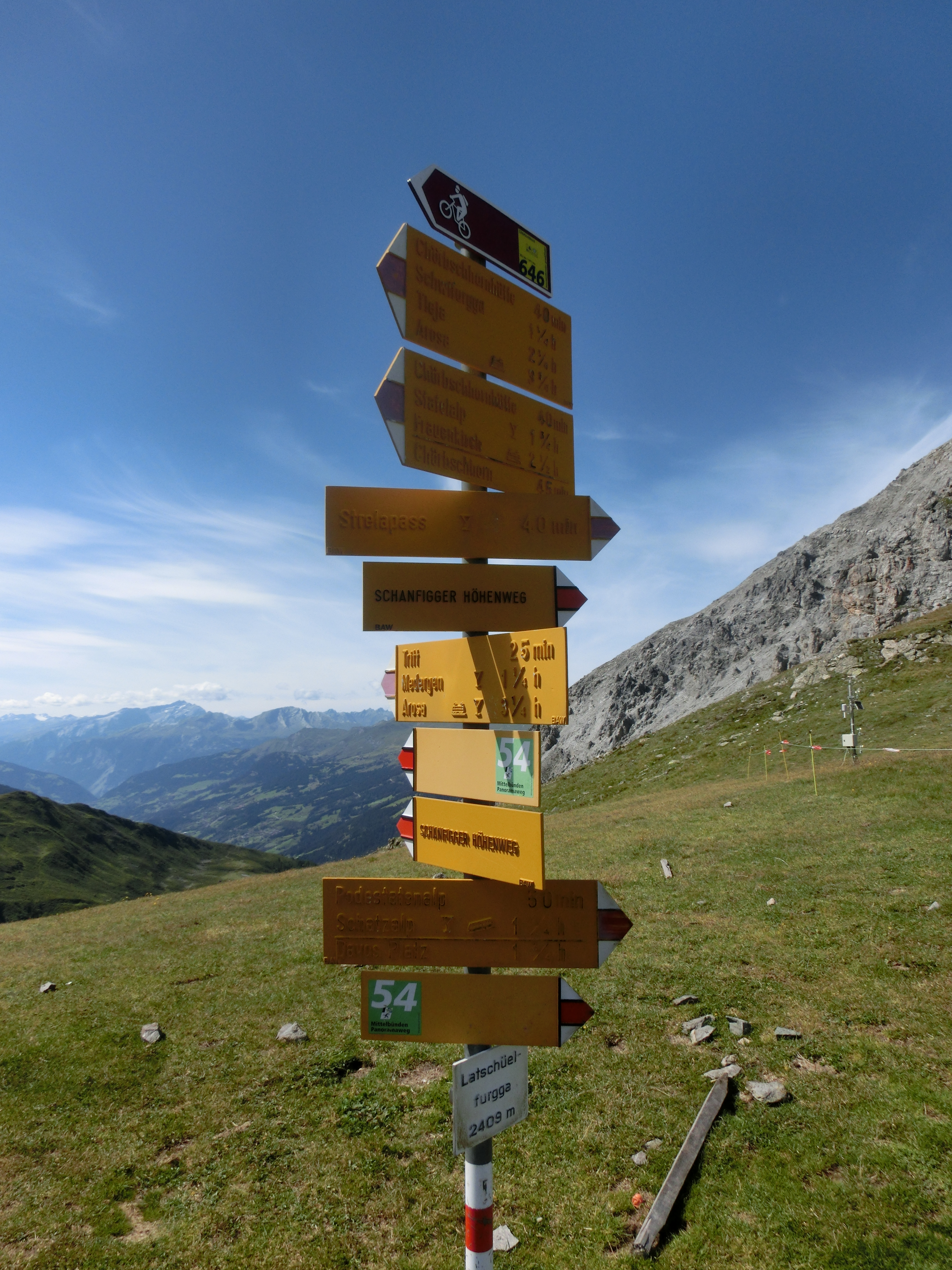
Wegweiser auf der Latschüelfurgga

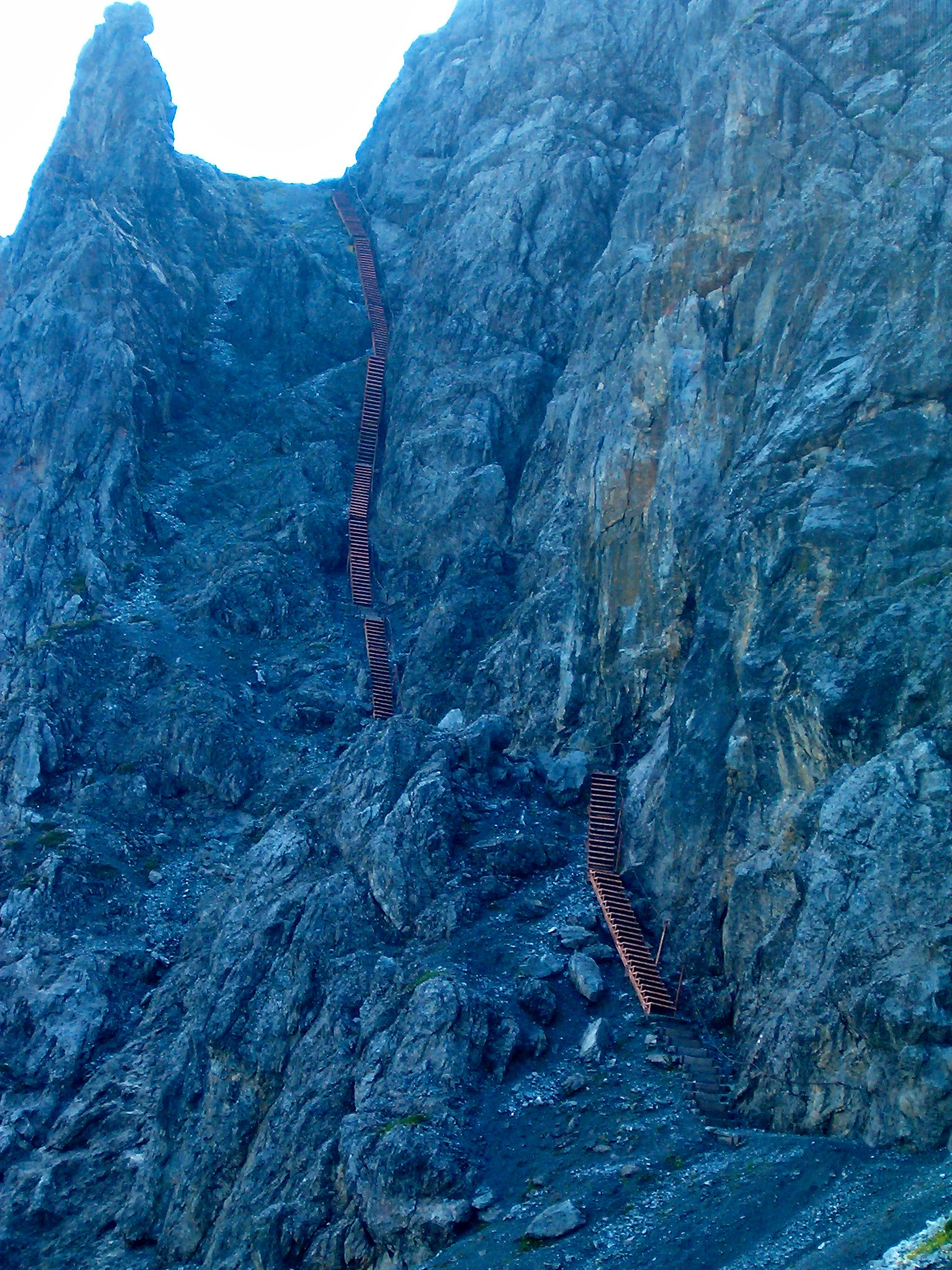
Gesicherter Wanderweg durch die 200 m hohe Steilstufe Tritt, zwischen Sejiboden und der Latschüelfurgga

Die Latschüelfurgga wird oft beim Übergang vom Strelapass nach Arosa begangen.

#### Via Strelapass
- Ausgangspunkt: Davos (1560 m), Schatzalp (1861 m), Stn. Höhenweg (2218 m) oder Weissfluhjoch (2693 m)
- Via: Strelapass (2352 m), Strelasee

1. Von Davos via Schatzalp, Strelaalp zum Strelapass
2. Von der Schatzalp via Strelaalp zum Strelapass
3. Von der Stn. Höhenweg via Panoramaweg zum Strelapass
4. Vom Weissfluhjoch via Felsenweg zum Strelapass

- Schwierigkeit: B, als Wanderweg weiss-rot-weiss markiert
- Zeitaufwand:

1. 3¼ Stunden von Davos
2. 2¼ Stunden von der Schatzalp
3. 2 Stunden von der Stn. Höhenweg
4. 1¾ Stunden vom Weissfluhjoch

#### Via Potestatenalp
- Ausgangspunkt: Schatzalp (1861 m) oder Davos (1560 m)
- Via: Potestatenalp, Schönboden
- Schwierigkeit: B, als Wanderweg weiss-rot-weiss markiert
- Zeitaufwand: 2 Stunden von der Schatzalp oder 3 Stunden von Davos

#### Via Tritt
- Ausgangspunkt: Langwies (1377 m) oder Arosa (1775 m)
- Via: Seebjiboden, Tritt

1. Von Langwies via Sapün zum Seebjiboden
2. Von Arosa via Stausee (1606 m), Tieja, Medergen zum Seebjiboden

- Schwierigkeit: B, als Wanderweg weiss-rot-weiss markiert
- Zeitaufwand:

1. 4 Stunden von Langwies
2. 4½ Stunden von Arosa

- Der Tritt ist eine 200 m hohe Steilstufe (siehe Bild nebenan und bei Lage und Umgebung)

#### Via Chörbschhornhütte
- Ausgangspunkt: Davos Frauenkirch (1512 m) oder Arosa (1775 m)
- Via: Chörbschhornhütte (2575 m)

1. Von Frauenkirch via Stafelalp zur Chörbschhornhütte
2. Von Arosa via Stausee (1606 m), Tieja, Schwifurgga (2512 m) zur Chörbschhornhütte

- Schwierigkeit: B, als Wanderweg weiss-rot-weiss markiert
- Zeitaufwand:

1. 3½ Stunden von Frauenkirch
2. 4½ Stunden von Arosa

- Alternative: Überschreitung des Chörbsch Horn (2651 m) möglich (+15 min).

### Winterrouten

#### Vom Strelapass
- Ausgangspunkt: Strelapass (2352 m) oder Schatzalp (1861 m)
- Via: Nach Strelapass hoch halten, danach entlang der Sommerroute am Strelasee vorbei.
- Expositionen: S
- Schwierigkeit: L+
- Zeitaufwand: ¾ Stunden vom Strelapass, 2¼ Stunden von der Schatzalp

#### Von Frauenkirch
- Ausgangspunkt: Frauenkirch (1512 m)
- Via: Stafelalp entlang der Sommerroute zur Chörbschhornhütte (2575 m), dann wieder entlang der Sommerroute den Südosthang des Chörbsch Horns queren.
- Expositionen: SE, NW
- Schwierigkeit: WS
- Zeitaufwand: 3¾ Stunden
- Alternative: Über dem Chörbsch Horn (2651 m) +15 min

## Gipfelziele

### Sommer
- Chüpfenflue (2658 m), 40 Minuten, T4+/L. Der Gratweg ist mit dezenten, roten Punkten markiert.
- Strela (2636 m), 1 Stunde, T3+/B. Der Gratweg vom Strelasee zur Strela ist in den Wanderkarten noch aufgeführt, jedoch fehlen Markierungen und Wegweiser.
- Wannengrat (2514 m), 20 Minuten, T3-/B
- Chörbsch Horn (2575 m), 45 Minuten, T2/B, als Wanderweg weiss-rot-weiss markiert
- Mederger Flue (2674 m), 1¼ Stunden, T4+/EB

### Winter
- Wannengrat (2780,4 m), 20 Minuten, WS-
- Chörbsch Horn (2733 m), 1 Stunde, WS-
- Mederger Flue (2780,4 m), 1½ Stunde, WS